# Poslední zvonění

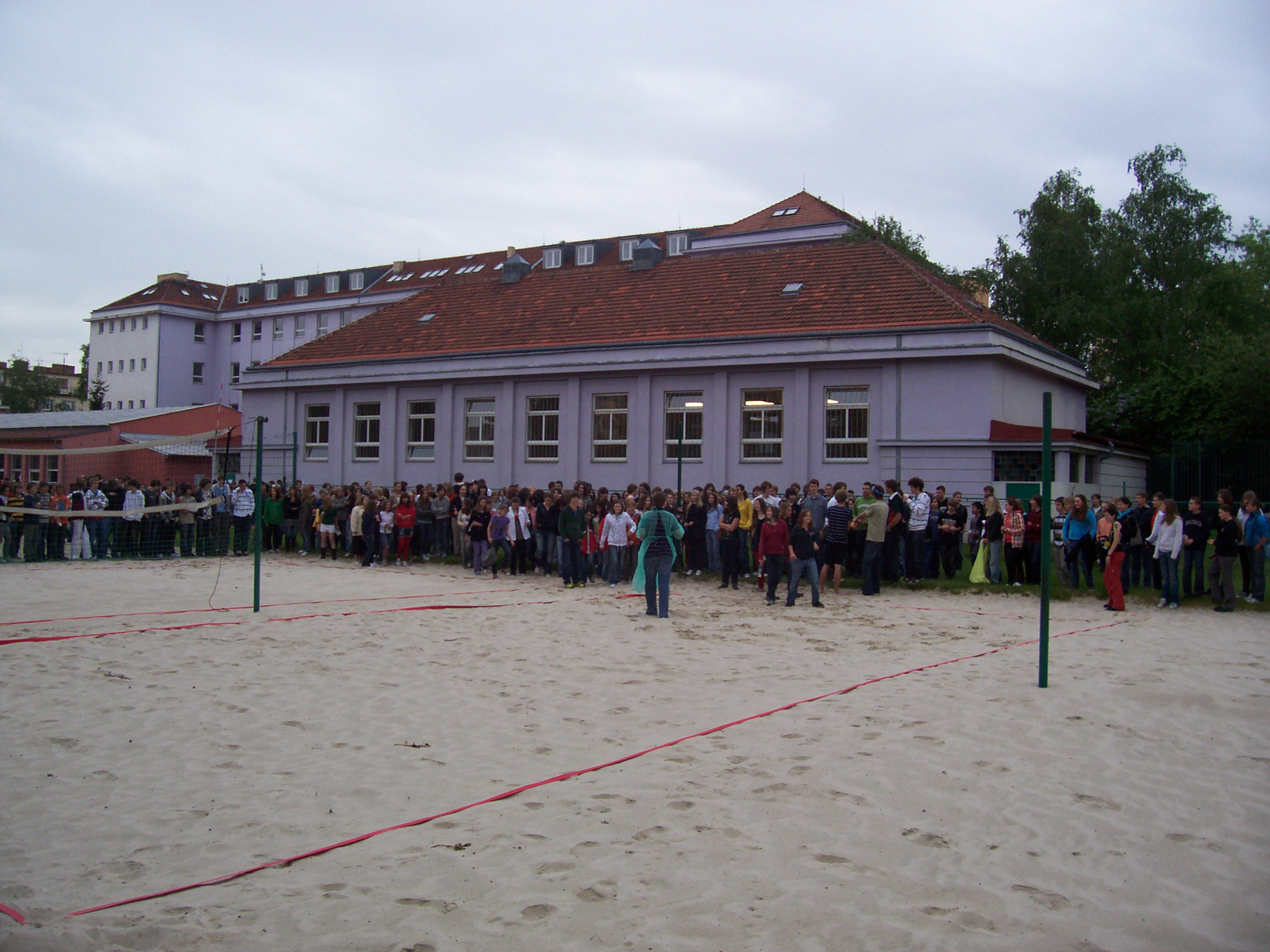
Poslední zvonění na gymnáziu Budějovická v Praze – soutěž na hřišti před školou, 2009

Poslední zvonění je tradiční studentská aktivita na českých středních školách a gymnáziích, která se obvykle odehrává před zahájením maturitních zkoušek. Typicky probíhá poslední den běžné výuky maturitních ročníků, kdy si studenti převezmou vysvědčení za neúplný ročník a dříve, než se rozejdou na studijní volno před maturitou.

## Průběh

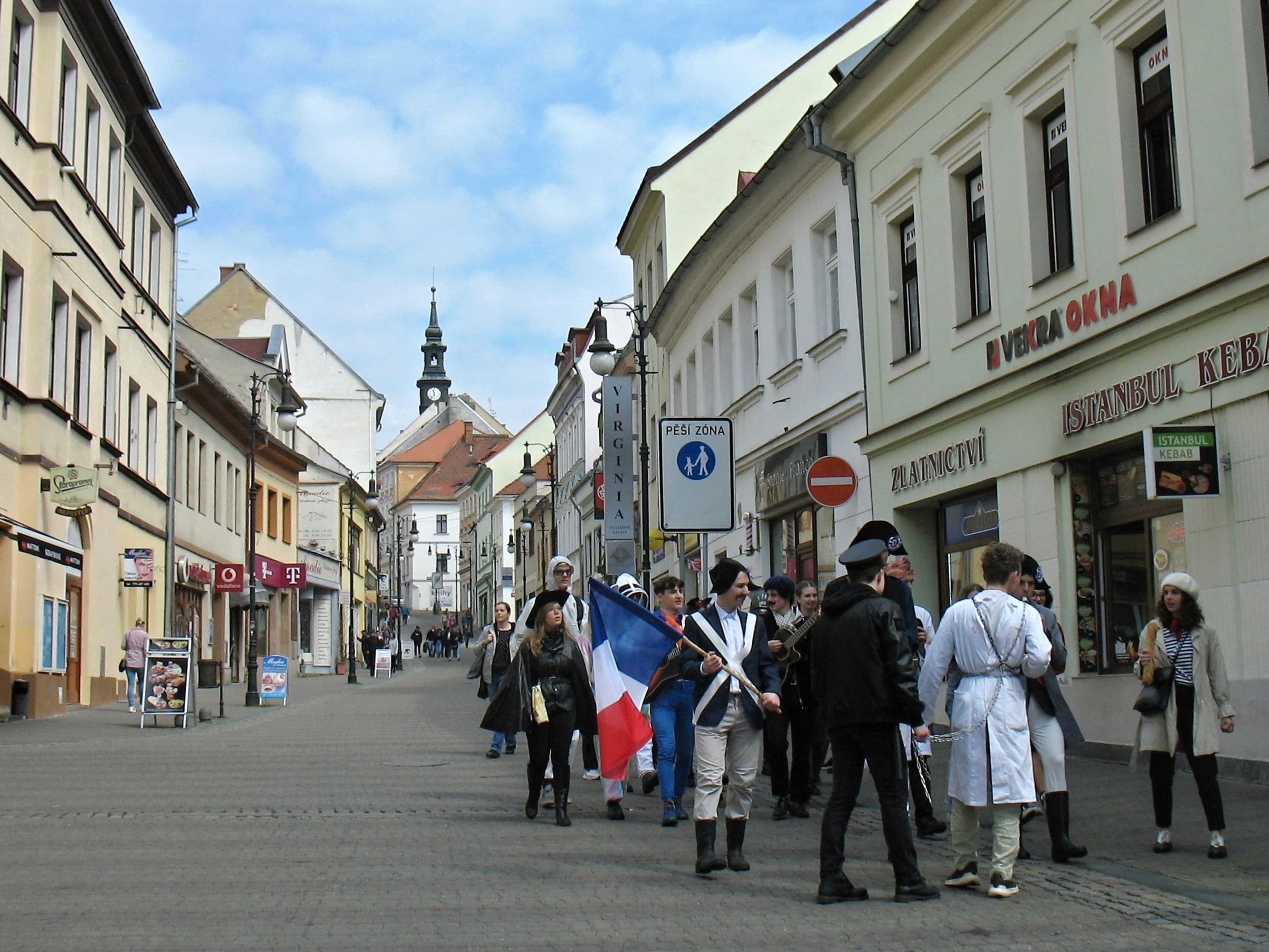
Průvod studentů v České Lípě (duben 2023)

Poslední zvonění má na každé škole jiný průběh, na některých školách je zakázáno jej konat, jinde se nekoná pro nezájem maturantů. Předmaturitní veselí se v některých případech zvrhlo do šikany mladších studentů, i to mohou být důvody pro zákaz či omezení konání akce. Některé školy tak např. zakázaly konání akce mimo areál školy či vybírání peněz do kasičky.
Akci organizují maturanti v poslední den své středoškolní docházky, nejčastěji během části dopoledne. Na některých školách dostávají všichni žáci školy na část dopoledne volno a výuka je zrušena. 
Podoba akce se v průběhu let vyvíjí, dříve obvyklé vybírání peněz v ulicích města, polévání mladších studentů (octovou) vodou či parfémy a malování na obličej ustoupilo kultivovanějším programům. Maturanti, často převlečeni do různých kostýmů a masek, tak spíše pořádají soutěže pro mladší studenty, divadelní představení či jiný kulturní program, prodej občerstvení či tombolu. Součástí tradice může být i pasování o ročník mladších studentů.
Získané peníze (např. ze vstupného, výtěžek z tomboly či utržené peníze za občerstvení) pak maturanti utratí za pomaturitní večírek.